# 21 Batalion Saperów (1939)
21 batalion saperów (21 bsap) – pododdział saperów Wojska Polskiego II RP z okresu kampanii wrześniowej.
Batalion nie występował w pokojowej organizacji wojska. Został sformowany w 1939 przez 5 batalion saperów z Krakowa.

## Formowanie i działania
24 kwietnia 1939 5 batalion saperów sformował w alarmie batalion saperów dla 21 Dywizji Piechoty Górskiej. 21 baon saperów o składzie: dowództwo baonu, dwie kompanie liniowe po 4 plutony, jedna kompania zmotoryzowana, pluton minerski, pluton transportowy oraz kolumna saperska. W dniu 8 maja 1939 r., 21 baon saperów w składzie – dowództwo baonu, 1 kompania saperów i 3 kompania zmotoryzowana osiągnęły gotowość bojową i wyjechały transportem kolejowym na Śląsk do prac saperskich. Dnia 25 sierpnia 1939 dowództwo batalionu, 2 kompania saperów, kolumna saperska osiągnęły gotowość bojową i transportem kolejowym udały się na Śląsk.

## Struktura i obsada personalna
Obsada personalna we wrześniu 1939:
Dowództwo batalionu
dowódca – mjr Maksymilian Orłowski
zastępca dowódcy – ppor. rez. Władysław Patek
- adiutant – ppor. rez. inż. Patek
- oficer materiałowy – ppor. Wojciech Zippel († 1940 Katyń)
- oficer płatnik – ppor. rez. Koch
- 1 kompania saperów – kpt. Zygmunt Wincenty Konopka
- szef kompanii – sierż. Kmiecik
- 2 kompania saperów – por. Jerzy Jarecki
- dowódca plutonu – ppor. rez. Kania Stanisław
- dowódca plutonu – ppor. rez.	inż. Matlak
- dowódca plutonu – ppor. rez.	Wojciechowski
- 3 zmotoryzowana kompania saperów – kpt. inż. Jan Szaciłło
- dca plutonu – ppor. Twardowski Feliks
- szef kompanii – sierż Miernik
- kolumna saperska – ppor. rez. Marian Matlak
- kolumna pontonowa – ppor. rez. Witold Pirszel